# Inga Kichwa
L'Inga Kichwa o Inka Kichwa són les varietats del quítxua (Kichwa) parlades a Colòmbia (departament de Putumayo) per 33.000 persones de l'ètnia anomenada inga.
Hi ha dues varietats regionals: l'inga andí (codi inb), parlat a la vall del Sibundoy, i l'inga amazònic (codi inj), parlat a la vora del riu Putumayo (Valsayacu o, en ortografia kichwa, Walsayaku).
Una característica d'aquesta varietat és la pèrdua del so corresponent en valencià a x, reemplaçat per una esse en tots els casos:
Shamuy -> Samuy
Shuk -> Suk